# Дугова діаграма

Дугова діаграма графа Голднера — Харарі. Червоний пунктирний відрізок показує, де можна розбити граф, щоб зробити його гамільтоновим.

Дугова діаграма — це спосіб подання графа, в якому вершини розташовуються вздовж прямої на евклідовій площині, а ребра малюються у вигляді півкіл на одній з двох півплощин, або у вигляді гладких кривих, утворених півколами. У деяких випадках, якщо ребра з'єднують сусідні вершини на прямій, їх зображають відрізками прямої.
Назва «дугова діаграма» для такого подання графів походить від використання подібного типу діаграм Ваттенберга, які він використовував для візуалізації повторюваних фрагментів рядків, з'єднуючи пари однакових підрядків. Проте, сам стиль подання графа значно старший за назву і датується роботами Сааті і Нікольсона, які використовували дугові діаграми для вивчення числа схрещень графів. Старіша, але рідше використовувана назва дугових діаграм — лінійне вкладення.
Хір, Босток і Огіветскі написали, що дугові діаграми «не можуть виражати повної структури графа так само ефективно, як це робить двовимірне подання», але дає змогу простіше уявити багатовимірні дані, пов'язані з вершинами графів.

## Планарні графи

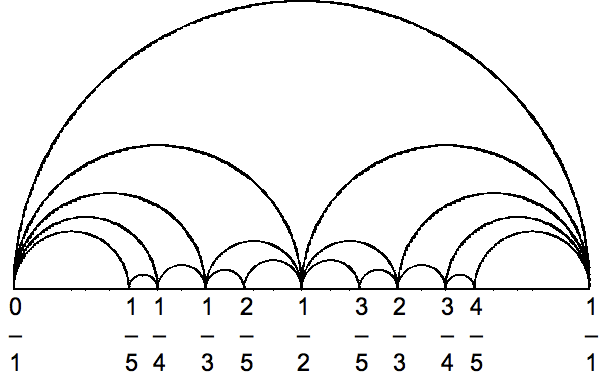
Діаграма Фарея

Як зауважив Ніколсон, будь-яке вкладення графа в площину можна перетворити на дугову діаграму, не змінивши числа перетинів. Зокрема, будь-який планарний граф має планарну дугову діаграму. Однак таке вкладення може вимагати використання більш ніж одного півкола для малювання деяких ребер графа.
Якщо граф намальовано без перетинів дуг у вигляді дугової діаграми, в якій кожне ребро подано одним півколом, малюнок є двосторінковим книжковим вкладенням, що можливо тільки для підгамільтонових графів, підмножини планарних графів. Наприклад, максимальний планарний граф має таке вкладення тоді й лише тоді, коли він містить гамільтонів цикл. Таким чином, негамільтонів максимальний планарний граф, такий як граф Голднера — Харарі, не може мати планарного вкладення з одним півколом на ребро. Перевірка, чи граф має дугову діаграму без перетинів цього типу (або, еквівалентно, книжкова товщина графа дорівнює двом), є NP-повною задачею.
Однак будь-який планарний граф має дугову діаграму, в якій кожне ребро подано у вигляді бідуги, що складається не більше ніж з двох півкіл. Строгіше, будь-який st-планарний орієнтований граф (планарний спрямований ациклічний граф з одним витоком і одним стоком, обидва на зовнішній грані) має дугову діаграму, в якій будь-яке ребро утворює монотонну криву, всі криві (ребра) направлені в один бік. Для неорієнтованих планарних графів одним зі способів побудови дугової діаграми максимум з двома півколами на ребро є поділ графа та додання додаткових ребер з метою отримати гамільтонів цикл (при цьому ребра діляться максимум на дві частини), потім використовується порядок уздовж гамільтонового циклу як порядок проходження вершин на прямій.

## Мінімізація перетинів
Оскільки перевірка, чи має даний граф дугову діаграму без перетинів з одним півколом на ребро, є NP-повною задачею, також NP-складною задачею є пошук дугової діаграми, що мінімізує число перетинів. Завдання мінімізації числа перетинів залишається NP-складною для непланарних графів, навіть якщо порядок вершин уздовж прямої вже задано. Однак, у разі заданого порядку вершин, вкладення без перетинів (якщо таке існує) можна знайти за поліноміальний час, перевівши задачу в задачу 2-виконанності, в якій змінні подають розташування кожної дуги, а обмеження запобігають розташуванню двох ребер, що перетинаються, по один бік від прямої з вершинами. Крім того, у разі фіксованого розташування вершин, вкладення з мінімізацією числа перетинів можна апроксимувати, розв'язавши задачу максимального розрізу в допоміжному графі, який подає півкола та їх потенційні перетини.
Кіміковський, Шоуп, Хе, Сікора та Врто обговорювали евристичні алгоритми пошуку дугових діаграм із кількома перетинами.

## Орієнтація за годинниковою стрілкою
Для подання орієнтованих графів загальноприйнятим є напрямок дуг за годинниковою стрілкою, так що дуги, спрямовані зліва направо, малюються над прямою, а спрямовані справа наліво — під прямою. Цю домовленість про орієнтацію за годинниковою стрілкою розробила, як частину іншого способу подання графа, Фекет, Ванг, Данг і Аріс, а до дугових діаграм її застосували Преторіус і ван Вейк.

## Інше використання
Брандес використовував дугові діаграми для візуалізації діаграм станів зсувового регістра, а Джиджев і Врто — для доведення, що число перетинів будь-якого графа принаймні дорівнює квадрату його ширини розрізу.